# Ґміна Маріямпіль-місто
Ґміна Маріямпіль-місто — колишня сільська ґміна Станиславівського повіту часів Станиславівського воєводства (1934–1939) Польської республіки і (1941-1944) Крайсгауптманшафту Станіслав — складової частини Дистрикту Галичина. Центром ґміни був Маріямпіль.
Ґміну Маріямпіль-місто було утворено 1 серпня 1934 р. у межах адміністративної реформи в ІІ Речі Посполитій із тогочасних ґмін: Водники, Вовчків , Дубівці, Лани, село Маріямпіль, місто Маріямпіль .
17 січня 1940 р. ґміну ліквідували, а її територія увійшла до новоствореного Жовтневого району. Ґміна була відновлена на час німецької окупації з липня 1941 р. до липня 1944 р.